# Los 7E
Los 7E (The 7D) es una serie de televisión animada estadounidense, producida por Disney Television Animation, transmitida por Disney XD y Disney Channel desde el 7 de julio de 2014 hasta el 5 de noviembre de 2016. Sus protagonistas están parcialmente basados en los personajes de la película Blancanieves y los siete enanitos. La primera temporada cuenta con 24 episodios y la segunda con 20 episodios.

## Trama
Situado en el reino de Jollywood, los 7E trabajan en su mina de joyas. Cada vez que surge un problema, los enanos están siendo convocados para la ayuda a través del uso de la mágica Campana Bing-Bong por la Reina Delightful, la gobernante de Jollywood. En su camino se cruzan Grim y Hildy Gloom, una pareja mágica malvada que quiere derrocar el trono de la Reina y apoderarse de Jollywood.

## Producción
Fue puesto en producción en junio de 2012 para el canal Disney Junior con personajes rediseñado por Noah Z. Jones. En una entrevista con Indiewire, Alfred Gimeno, director de la serie, dijo que el episodio piloto fue hecho en flash, pero la serie fue cambiado a 2D tradicional que agrega valor de la producción puesto que en Flash era pesado del diseño. Los storyboards y preproducción se realizaron en Disney. La animación fue producida por Digital eMation en Corea y Toon City en las Filipinas.

## Reparto
| Personaje                                                                     | Actor original (EE.UU)   | Actor de doblaje (Hispanoamérica) | Actor de doblaje (España)                      |
| ----------------------------------------------------------------------------- | ------------------------ | --------------------------------- | ---------------------------------------------- |
| Doc (Sabio en España)                                                         | Bill Farmer              | Moisés Iván Mora                  | Miguel López Varela, José Polo (sustitución)   |
| Grumpy (Gruñón en español)                                                    | Maurice LaMarche         | Pedro D'Aguillón Jr.              | Juan Diéguez                                   |
| Bashful (Tímido en español)                                                   | Billy West               | Carlo Vázquez                     | Damián Cortés                                  |
| Happy (Feliz en español)                                                      | Kevin Michael Richardson | César Filio                       | Roberto Reboiro                                |
| Sneezy (Mocoso en España, Estornudo en Hispanoamérica)                        | Scott Menville           | Santiago Ricagno                  | Sergio Rodríguez-Guisán                        |
| Sleepy (Dormilón en español)                                                  | Stephen Stanton          | Mario De Candia                   | Norberto Vilanova                              |
| Dopey (Mudito en España, Tontín en Hispanoamérica)                            | Dee Bradley Baker        | Carlos Castro                     | Juan Diéguez                                   |
| Reina Delightful (Reina Primorosa en España, Reina Delicia en Hispanoamérica) | Leigh-Allyn Baker        | Hiromi Hayakawa                   | Maxo Barjas, Natalia García Dans (sustitución) |
| Lord Starsbottom (Lord Pomposo en España)                                     | Paul Rugg                | Alejandro Graue                   | Xosé María López Baño                          |
| Sir Yipsalot (Sir Ladriditos en España)                                       | Bill Farmer              | Carlos Castro                     | Miguel López Varela                            |
| Espejo mágico                                                                 | Whoopi Goldberg          | Yolanda Vidal                     | Suso Álvarez                                   |
| Hildy Gloom (Hildy Sombrío en España)                                         | Kelly Osbourne           | Erika Ugalde                      | Beatriz Bravo                                  |
| Grim Gloom (Grim Sombrío en España)                                           | Jess Harnell             | Gerardo Reyero                    | Carlos Sante                                   |
| Bola de cristal                                                               | Jay Leno                 | Arturo Mercado Jr.                | Santiago Salorio                               |
| Snazzy Shazam                                                                 | Leigh-Allyn Baker        | Mariana Ortiz                     | TBA                                            |

## Episodios
| Temporada | Temporada | Episodios | Estados Unidos      | Estados Unidos           | Latinoamérica                                                                    | Latinoamérica                                                                 | España                 | España                  | España |
| Temporada | Temporada | Episodios | Estreno             | Final                    | Estreno                                                                          | Final                                                                         | Estreno                | Final                   |        |
| --------- | --------- | --------- | ------------------- | ------------------------ | -------------------------------------------------------------------------------- | ----------------------------------------------------------------------------- | ---------------------- | ----------------------- | ------ |
|           | 1         | 24        | 7 de julio de 2014  | 12 de septiembre de 2015 | 29 de noviembre de 2014 (Disney Channel) 12 de diciembre de 2016 (Disney Junior) | 26 de septiembre de 2015 (Disney Channel) 12 de enero de 2017 (Disney Junior) | 9 de noviembre de 2014 | 6 de junio de 2015      |        |
|           | 2         | 20        | 23 de enero de 2016 | 5 de noviembre de 2016   | 2 de mayo de 2016 (Disney Channel) 6 de junio de 2017 (Disney Junior)            | 14 de noviembre de 2016 (Disney Channel) 3 de julio de 2017 (Disney Junior)   | 10 de abril de 2016    | 13 de noviembre de 2016 |        |